# Municipio de Granby (Misuri)
El municipio de Granby (en inglés: Granby Township) es un municipio ubicado en el condado de Newton en el estado estadounidense de Misuri. En el año 2010 tenía una población de 4595 habitantes y una densidad poblacional de 32,83 personas por km².

## Geografía
El municipio de Granby se encuentra ubicado en las coordenadas 36°54′2″N 94°15′47″O / 36.90056, -94.26306. Según la Oficina del Censo de los Estados Unidos, el municipio tiene una superficie total de 139.96 km², de la cual 139.43 km² corresponden a tierra firme y (0.38%) 0.53 km² es agua.

## Demografía
Según el censo de 2010, había 4595 personas residiendo en el municipio de Granby. La densidad de población era de 32,83 hab./km². De los 4595 habitantes, el municipio de Granby estaba compuesto por el 92.8% blancos, el 0.33% eran afroamericanos, el 2.15% eran amerindios, el 0.89% eran asiáticos, el 0.28% eran isleños del Pacífico, el 0.59% eran de otras razas y el 2.96% pertenecían a dos o más razas. Del total de la población el 1.55% eran hispanos o latinos de cualquier raza.